# Municipio de San Diego del Valle
Municipio de San Diego del Valle är en kommun i Kuba.   Den ligger i provinsen Provincia de Villa Clara, i den centrala delen av landet, 240 km öster om huvudstaden Havanna.